# Koshikibu no Naishi
En aquest nom japonès, el cognom és Koshikibu.
Koshikibu no Naishi (小式部内侍, 999 - 1025) fou una poeta i dama d'honor japonesa que visqué a mitjan període Heian. Son pare era Tachibana no Michisada i sa mare la poeta Izumi Shikibu. Apareix en la llista de Nyôbô Sanjûrokkasen com una de les millors poetes medievals japoneses. També està inclosa en l'antologia poètica Hyakunin Isshû.
Tingué relacions amb diversos cortesans, com Fujiwara no Norimichi, Fujiwara no Sadayori, Fujiwara no Norinaga... El 1025, quan donà a llum a un fill de Fujiwara no Kinnari, mor a l'edat de vint-i-sis anys.